# 香農·史考特
香農·迪安·史考特（1992年12月21日—）為美國男子籃球運動員，場上位置為控球後衛。大學就讀於俄亥俄州立大学，父親為前NBA球員查理·斯科特。中間名「迪安」是源自於父親為了紀念大學教練迪安·史密斯而來。

## 職業生涯
2016年9月28日，史考特加盟希腊篮球甲级联赛勒費卡達斯。
2019年8月8日，史考特加盟立陶宛籃球聯賽尤文圖斯。
2021年10月24日，史考特加盟篮球联邦联赛班貝格博澤。
2022年8月12日，史考特加盟國家籃球聯賽凱恩斯太攀蛇。
2023年4月28日，史考特與國家籃球聯賽布里斯本子彈簽訂2年合約。
2024年3月5日，T1聯盟高雄全家海神宣布簽下史考特。4月28日，史考特在對戰台啤永豐雲豹的比賽拿下27分、12籃板、11助攻的大三元成績。7月19日，高雄全家海神宣布史考特離隊。

## 外部連結
- 香農·史考特在fiba.basketball（英语）
- 香農·史考特在NBA G聯盟（英语）
- 香農·史考特在德國籃球甲級聯賽（德语）
- 香農·史考特在Basketball-Reference.com（NBA）（英语）
- 香農·史考特在Basketball-Reference.com（NBA G聯盟）（英语）
- 香農·史考特在Basketball-Reference.com（國際）（英语）
- 香農·史考特在Sports-Reference.com（NCAA）（英语）
- 香農·史考特在ESPN（NBA）（英语）
- 香農·史考特在Eurobasket.com（球員）（英语）
- 香農·史考特在RealGM（英语）
- 香農·史考特在Proballers（英语）